# Калинештиј де Сус (Мехединци)
Калинештиј де Сус (рум. Călineștii de Sus) насеље је у Румунији у округу Мехединци у општини Балванешти. Oпштина се налази на надморској висини од 607 m.

## Становништво
Према подацима из 2002. године у насељу је живело 78 становника, од којих су сви румунске националности.